# Кинг Джордж (остров)
Кинг Джордж (Ватерлоо) (на английски: King George Island) е най-големият остров в Южните Шетландски острови, разположени в крайната югозападна част на Атлантическия океан. Остров Кинг Джордж се намира в централната част на архипелага, като широкия само 400 m проток Филдс на югозапад го отделя от остров Нелсън. Дължина от изток-североизток на запад-югозапад 70 km, ширина до 26 km, площ 1384 km². Бреговата му линия с дължина 297,1 km е силно разчленена особено по южното му крайбрежие от множество малки заливи (Адмиралти, Кинг Джордж и др.) и полуострови, а по северното му крайбрежие няма характерни заливи и полуострови и бреговата му линия е почти праволинейна. Релефът му е нисък и слабохълмист, с максимална височина 655 m, като с малки изключения в най-западната част е покрит с дебел леден щит.
Островът е открит на 16 октомври 1819 г. от английския ловец на тюлени Уилям Смит и е наименуван в чест на тогаващния английски крал Джордж III. През януари 1820 г. ирландският топограф Едуард Брансфийлд извършва първото грубо топографско заснемане на бреговете му. На 25 януари 1821 островът е вторично открит от руската околосветска експедиция възглавявана от Фадей Белингсхаузен и е наименуван Ватерлоо. На осторва са разположени постоянни или временни антарктически бази на Аржентина, Бразилия, Китай, Перу, Полша, Русия, Уругвай, Чили и Южна Корея. В крайната му западна част има изградено летище, което може да приема големи транспортни самолети. В чилийската база има пощенска станция, в която ежеседмично са получават и изпращат писма и стоки, а в руската база е построена и действа целогодишно със свещеник най-южната православна църква на Земята.